# Frédéric Houbron
Frédéric Anatole Houbron, né le 11 janvier 1851 à Montmartre et mort le 16 octobre 1908 dans le 10e arrondissement de Paris est un peintre français de la mouvance postimpressionniste.

## Biographie
Frédéric Houbron peint à l'huile, à l'aquarelle ou à la gouache, il réalise également de nombreux dessins. Il crée des scènes de genre, des paysages, et de nombreuses vues de Paris conservées au Musée Carnavalet. Il a également orné des éventails.
Il expose à partir de 1877 au Salon. Il obtient une médaille de bronze à l'Exposition universelle de 1900

Œuvres de Frédéric Houbron
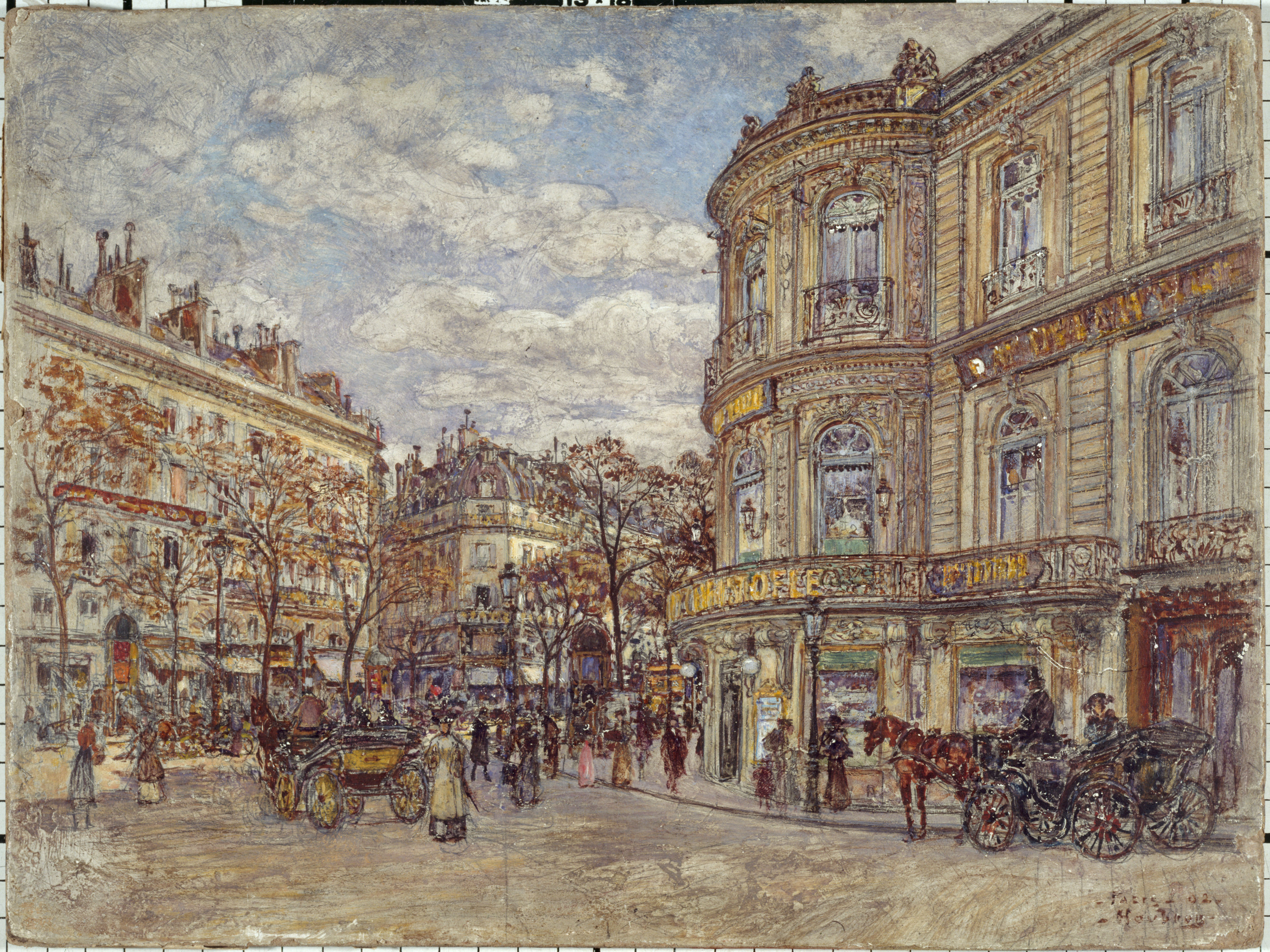
Le Pavillon de Hanovre (1902).
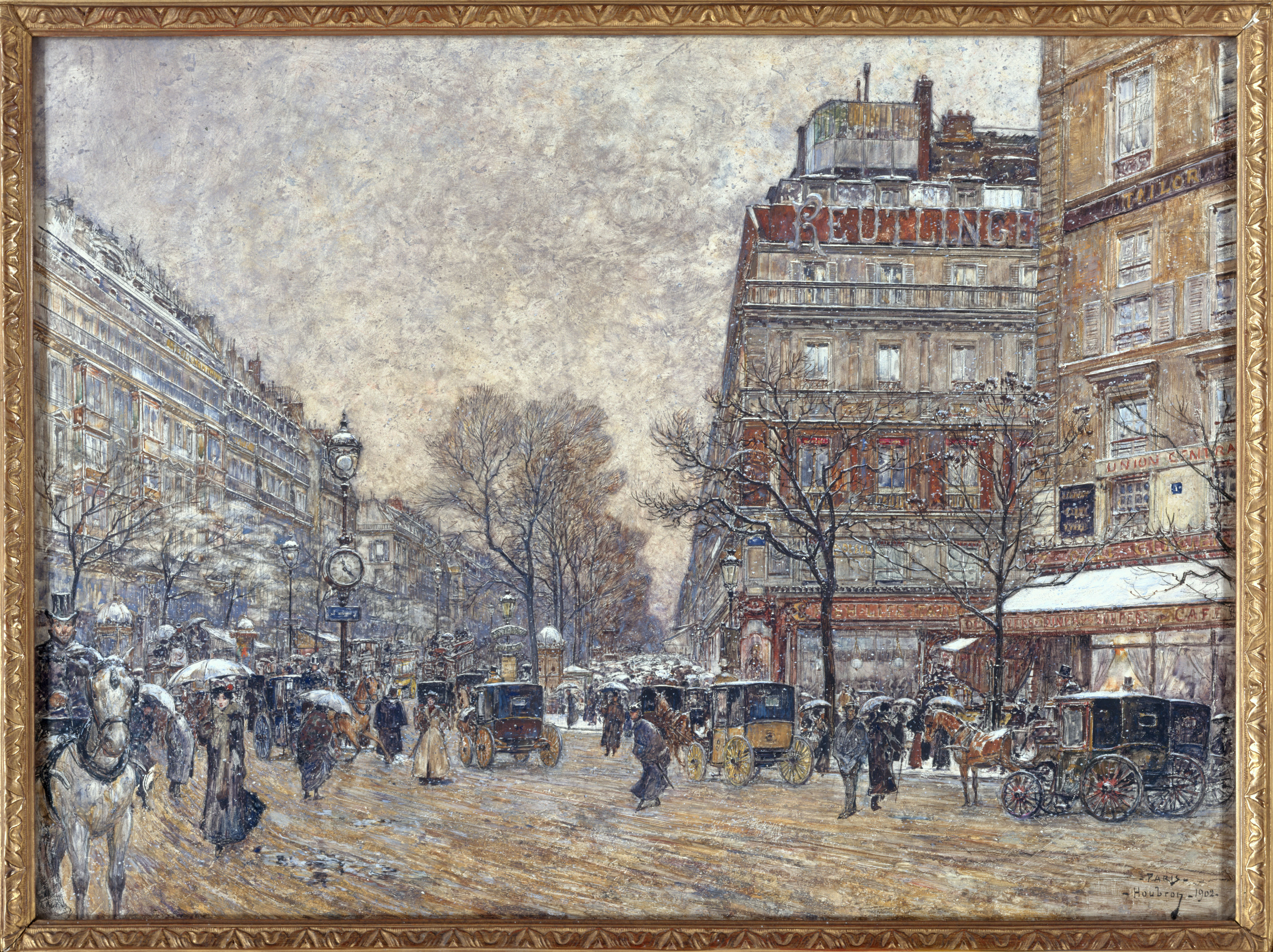
Le Carrefour Richelieu-Drouot (1902).